# エッタドハメン
エッタドハメン(アラビア語：التضامن)はチュニジアのアリアナ県の都市。
2014年の人口は約19.6万人だった。